# 柚木線
柚木線（日语：／ Yunoki sen */?）是一條連接長崎縣佐世保市左石站與柚木站的鐵路線，由日本國有鐵道（國鐵）營運。現時已經停運。

## 路線資料
- 管轄：日本國有鐵道
- 路線距離（營業距離）：3.9公里
- 軌距：1067毫米
- 站數：3（包括起終點站）
- 複線路段：沒有（全線單線）
- 電氣化路段：沒有（全線非電氣化）

## 路線概要
此鐵路線是由佐世保輕便鐵道（1918年創立，1921年改名為佐世保鐵道）建造，在1920年啟用。在1936年被國有化，並把軌距由762mm改為1067mm，以及把高尾站停用。現時，肥前池野站的位置變為公民館，柚木站的位置變為公營團地。
沿線礦場出產的石炭會經柚木線左石站向北九州方向前往相浦港。在戰後，由於礦場相繼關閉，貨物運送數量下降，開始使用鐵路巴士Kiha02形營運。前至停運前，每日早上與黃昏時間共對開四班列車。1967年7月，由於暴雨导致的水灾，柚木线全线暫停營運，并因由復修困難而在同年8月31日決定永久停運。
在成為廢線後，沿線變成行人路與單車徑。在肥前池野站的月台還存在，當時停運時，為纪念此線，國鐵向佐世保市一間圖書館贈送了一架Kiha02 9號車，但在1983年後被移除。

## 停運前時間表
1966年10月1日時間表改正
| 721D | 723D | 725D | 727D | 列車編號 | 722D | 724D | 726D | 728D |
| 616  | 648  | 1701 | 1814 | 左石     | 637  | 747  | 1758 | 1835 |
| 620  | 652  | 1706 | 1818 | 肥前池野 | 634  | 744  | 1755 | 1832 |
| 625  | 657  | 1710 | 1823 | 柚木     | 630  | 740  | 1751 | 1828 |

## 歷史[3]

### 佐世保輕便鐵道→佐世保鐵道
- 1920年（大正9年）
  - 3月27日：佐世保輕便鐵道相浦站至大野站（之後改名為左石站）至柚木站之間開業，軌距為762mm。
  - 5月19日：重石站（之後改名為肥前池野站）與柚木站之間的高尾站啟用。
- 1923年（大正12年）12月26日：佐世保輕便鐵道改名為佐世保鐵道。
- 1929年（昭和4年）4月20日：大野站改名為左石站。
- 1935年（昭和10年）12月9日：重石站改名為肥前池野站。

### 國有化後
- 1936年（昭和11年）10月1日：佐世保鐵道全線被國有化，成為松浦線支線。高尾站停用。
- 1943年（昭和18年）8月30日：全線軌距由762mm變為1067mm。
- 1945年（昭和20年）3月1日：左石至柚木之間與松浦線分離，並名為柚木線[4]。
- 1962年（昭和37年）3月10日：貨物營業停止。
- 1967年（昭和42年）
  - 7月9日：因水災而全線停運[1]。
  - 9月1日：左石與柚木之間全線廢止。

## 車站列表
全线皆位于长崎县佐世保市内。接续路线等以柚木线废除时为准。
| 中文站名 | 日文站名 | 英文站名 | 站間距離 | 營業距離 | 接續路線             |
| -------- | -------- | -------- | -------- | -------- | -------------------- |
| 左石     |          |          | -        | 0.0      | 日本國有鐵道：松浦線 |
| 肥前池野 |          |          | 1.5      | 1.5      |                      |
| 柚木     |          |          | 2.4      | 3.9      |                      |

- 肥前池野站 - 柚木站之间曾存在高尾站（左石起点2.6km），直至其于1936年废除。

## 外部連結
- 柚木線跡 （页面存档备份，存于）